# IPhone 6s
iPhone 6s和iPhone 6s Plus是由苹果公司设计销售的智能手机。两款产品于2015年9月9日发表，外型除了後方的“s”註記之外與6基本一致，不過在內部具备相當程度改进过的硬件规格與相機及壓力感應触摸屏技术3D Touch，A9性能較以往的iPhone大幅提升，同時在機身工藝做出防潑強化改造，以解決上代彎折的問題，而配色方面也首次增加玫瑰金選項。
同期主要競爭對手是LG G4、Sony Xperia Z5、HTC One M9、Samsung Galaxy S6、Samsung Galaxy Note 5、Nexus 6P、华为 Ascend Mate 8及Nexus 5X，相對於iPhone 6的耀眼銷售，儘管這款產品不只是繼承近年來逐步改進的結晶，還包含蘋果的前瞻性技術在內，是第一款從後賈伯斯時代向庫克時代過渡的首部手機，然而出貨量卻出現iPhone發表以來首次衰退，對蘋果財報造成影響，直到一年後的銷售後期出貨總量才逐漸回穩。
iPhone 6S和iPhone 6S Plus推出時內建iOS 9作業系統，可升級到iOS 10、iOS 11、iOS 12、iOS 13 、iOS 14、iOS 15，它們與iPhone SE皆為支援達7個版本iOS的iPhone。

## 新增特色

### 硬體方面

#### 顯示器
螢幕配備三维触控能識別螢幕上施加的力度，簡化操作，提供新輸入媒介。玻璃強度也有略微提高，防止上一代大機身曲面容易碎裂的問題，在一米的設計高度跌下破損概率變得較低。

#### 鏡頭
後置的iSight主鏡頭由4s時代延續已久的800萬像素升至1200萬像素，達到了攝錄4K畫質的能力，像素尺寸由1.5µ減為1.22µ，LED閃光燈增強。
前置的FaceTime HD鏡頭由120萬像素升至500萬像素，並使用特殊晶片來用手機螢幕打閃光燈，亮度瞬間可達三倍。
軟體方面，新增了LivePhoto。

#### 中央处理器內核
iPhone 6s/6s Plus使用蘋果自家設計的64位元架構Apple A9晶片，並配備全新M9動作感應協同處理器，本次分別採用三星的14nm FinFET製程和台積電的16nm FinFET製程。Apple稱其性能較Apple A8處理器提升70%，圖形處理也提升90%。

#### 機殼
因應彎折門的影響，機身採用7000系鋁金屬，機身強度增加到上一代的2倍以上，並新增玫瑰金色機殼。另外在機身內部與接縫處加入了膠條，除了減少液體侵入的損壞可能，也具備了防潑功能，與短暫的浸泡保護。另外採用了新的磨砂工藝，使得摩擦係數較上款增加，降低用戶摔落的風險，在觸摸時能夠感覺到差異。

#### 三维触控
增加Taptic Engine精密震動部件，使用戶能在使用三维触控功能時，得到觸碰回饋力道，新的觸感回饋是iPhone 6s最大特點。

#### 儲存空間
和上一代一樣，有16GB、64GB以及128GB三種容量規格。儘管大容量版本採用TLC/3-bit MLC快閃記憶體，卻使用NVMe介面連接，不再採用當前行動裝置上常用的eMMC介面，所以雖然其容量不變但仍然有獲得存儲效能的提升，此外由於NVMe在電腦伺服器的使用主要是面向固態硬碟等固態存儲裝置的介面，有評論指蘋果公司在iPhone 6s/6s plus上安裝了一顆固態硬碟。iPhone 7推出以後，為了刺激買家，iPhone 6s將16GB、64GB停產，重新推出32GB再加上原有的128GB二種容量規格。

#### 記憶體
提升至2GB LPDDR4。

### 軟體方面

#### 備忘錄的升級
把舊iOS升級到iOS 9，點選升級，能使用備忘錄塗鴉功能。

#### 螢幕的作用升級
使用前置鏡頭自拍時，iPhone 6S的Retina閃光燈，使螢幕能作為閃光燈補光。

#### 攝影的升級
- 1200萬像素isight鏡頭
- 4K錄影功能（4K/30fps）
- 实况照片
- 慢動作錄影功能（1080p/120fps，720p/240fps）。
- iPhone 6s Plus專屬功能，包括光学防手震、一些內建app有新設計的橫向顯示介面。

## 顏色
顏色包括：
| 顏色 | 名稱   | 英語       | 天線 | 備註       |
| ---- | ------ | ---------- | ---- | ---------- |
|      | 太空灰 | Space Gray | 灰色 | 正面為黑色 |
|      | 銀色   | Silver     | 灰色 | 正面為白色 |
|      | 金色   | Gold       | 白色 | 正面為白色 |
|      | 玫瑰金 | Rose Gold  | 白色 | 正面為白色 |

## 发售

### 第一波
首波銷售國家及地區於2015年9月12日开始接受预订，9月25日在美國、加拿大、波多黎各、英國、法國、德國、澳洲、紐西蘭、日本、香港、新加坡、中國大陆等国家和地区上市。

### 第二波
2015年9月28日蘋果公司公布第二波銷售國家及地區名單，於10月9日在安道爾、奧地利、比利時、波黑、保加利亞、克羅地亞、捷克共和國、丹麥、愛沙尼亞、芬蘭、希臘、格陵蘭、匈牙利、冰島、愛爾蘭、馬恩島、義大利、拉脫維亞、列支敦士登、立陶宛、盧森堡、馬爾代夫、墨西哥、摩納哥、荷蘭、挪威、波蘭、葡萄牙、羅馬尼亞、俄羅斯、斯洛伐克、斯洛文尼亞、西班牙、瑞典、瑞士、臺灣等國家及地區上市。

## 晶片門事件
由於iPhone 6s所使用的CPU是由台積電及三星等這两家公司代工，三星代工的CPU雖然在製程上較台積電小，但經部分測試三星在溫度上有容易過熱問題以及效能及電力能耗的表現較差，但美國消费者报告及PC Magazine提出實驗證明兩者並無差異。在部分地區市場開始出現不願意接受三星版本的消費者，而導致退貨潮，而且在二手/轉售市場，兩個版本出現了顯著價差。

## 銷售
第一季度銷售量iPhone 6s／6s Plus是7480萬台，銷售量仅比前一代高出0.4%，低于市场预期。

### iPhone产品时间线
| iPhone型號年表 |
| -------------- |
|                |